# Lista de deputados distritais do Distrito Federal da 7.ª legislatura
Esta é a lista de deputados distritais eleitos para a legislatura 2015–2019.

## Composição das bancadas
| Partido | Líder                     | Bancada | Posição      |
| ------- | ------------------------- | ------- | ------------ |
| PT      | Wasny de Roure            | 4 / 24  | Oposição     |
| PMDB    | Robério Negreiros         | 3 / 24  | Independente |
| PDT     | Celina Leão               | 3 / 24  | Governo      |
| PRTB    | Liliane Roriz             | 2 / 24  | Oposição     |
| PRB     | Julio César Ribeiro       | 1 / 24  | Governo      |
| PV      | Israel Matos Batista      | 1 / 24  | Governo      |
| PP      | Dr. Michel                | 1 / 24  | Oposição     |
| PTN     | Rodrigo Delmasso          | 1 / 24  | Independente |
| SD      | Sandra Faraj              | 1 / 24  | Governo      |
| PTC     | Agaciel Maia              | 1 / 24  | Independente |
| PTB     | Cristiano Nogueira Araújo | 1 / 24  | Independente |
| PR      | Bispo Renato Andrade      | 1 / 24  | Oposição     |
| PHS     | Ivonildo Medeiros         | 1 / 24  | Independente |
| PPL     | Telma Rufino              | 1 / 24  | Independente |
| PSDB    | Raimundo Ribeiro          | 1 / 24  | Independente |
| PEN     | Luzia de Paula            | 1 / 24  | Independente |

## Deputados estaduais
| Número | Deputados estaduais eleitos | Partido | Votação | Percentual | Cidade onde nasceu    | Unidade federativa  |
| 10123  | Julio César Ribeiro         | PRB     | 29.384  | 1,93%      | São Bernardo do Campo | São Paulo           |
| 15000  | Robério Negreiros           | PMDB    | 25.646  | 1,68%      | Brasília              | Distrito Federal    |
| 43123  | Israel Matos Batista        | PV      | 22.500  | 1,48%      | Brasília              | Distrito Federal    |
| 11190  | Dr. Michel                  | PP      | 22.422  | 1,47%      | Sobradinho            | Distrito Federal    |
| 19123  | Rodrigo Delmasso            | PTN     | 20.894  | 1,37%      | Maringá               | Paraná              |
| 12345  | Joe Valle                   | PDT     | 20.352  | 1,33%      | Caicó                 | Rio Grande do Norte |
| 77777  | Sandra Faraj                | SD      | 20.269  | 1,33%      | Taguatinga            | Distrito Federal    |
| 13222  | Wasny de Roure              | PT      | 19.318  | 1,27%      | Goiânia               | Goiás               |
| 15222  | Rafael Prudente             | PMDB    | 17.581  | 1,15%      | Brasília              | Distrito Federal    |
| 13100  | Chico Vigilante             | PT      | 17.040  | 1,12%      | Vitorino Freire       | Maranhão            |
| 28028  | Liliane Roriz               | PRTB    | 16.745  | 1,10%      | Luziânia              | Goiás               |
| 28123  | Juarez Oliveira (Juarezão)  | PRTB    | 15.923  | 1,04%      | Luziânia              | Goiás               |
| 13131  | Chico Leite                 | PT      | 15.636  | 1,03%      | Milagres              | Ceará               |
| 36123  | Agaciel Maia                | PTC     | 14.876  | 0,98%      | Brejo do Cruz         | Paraíba             |
| 14014  | Cristiano Nogueira Araújo   | PTB     | 14.657  | 0,96%      | Brasília              | Distrito Federal    |
| 13013  | Ricardo Vale                | PT      | 14.223  | 0,93%      | Brasília              | Distrito Federal    |
| 22122  | Bispo Renato Andrade        | PR      | 14.216  | 0,93%      | Patos de Minas        | Minas Gerais        |
| 12123  | Celina Leão                 | PDT     | 12.670  | 0,83%      | Goiânia               | Goiás               |
| 12512  | Professor Reginaldo Veras   | PDT     | 12.506  | 0,82%      | Crateús               | Ceará               |
| 31456  | Ivonildo Medeiros           | PHS     | 11.463  | 0,75%      | São Rafael            | Rio Grande do Norte |
| 54444  | Telma Rufino                | PPL     | 11.364  | 0,75%      | Brasília              | Distrito Federal    |
| 15123  | Wellington Luiz             | PMDB    | 10.330  | 0,68%      | Brasília              | Distrito Federal    |
| 45678  | Raimundo Ribeiro            | PSDB    | 10.026  | 0,66%      | Piracuruca            | Piauí               |
| 51456  | Luzia de Paula              | PEN     | 7.428   | 0,49%      | Patos de Minas        | Minas Gerais        |